# کاندیبا (برزیل)
کاندیبا (به پرتغالی: Candiba) یک منطقهٔ مسکونی در برزیل است که در باهیا واقع شده‌است. کاندیبا ۱۴٬۳۶۸ نفر جمعیت دارد.